# Coatlicue
Cet article concerne la divinité aztèque. Pour l'étoile, voir Coatlicue (étoile).

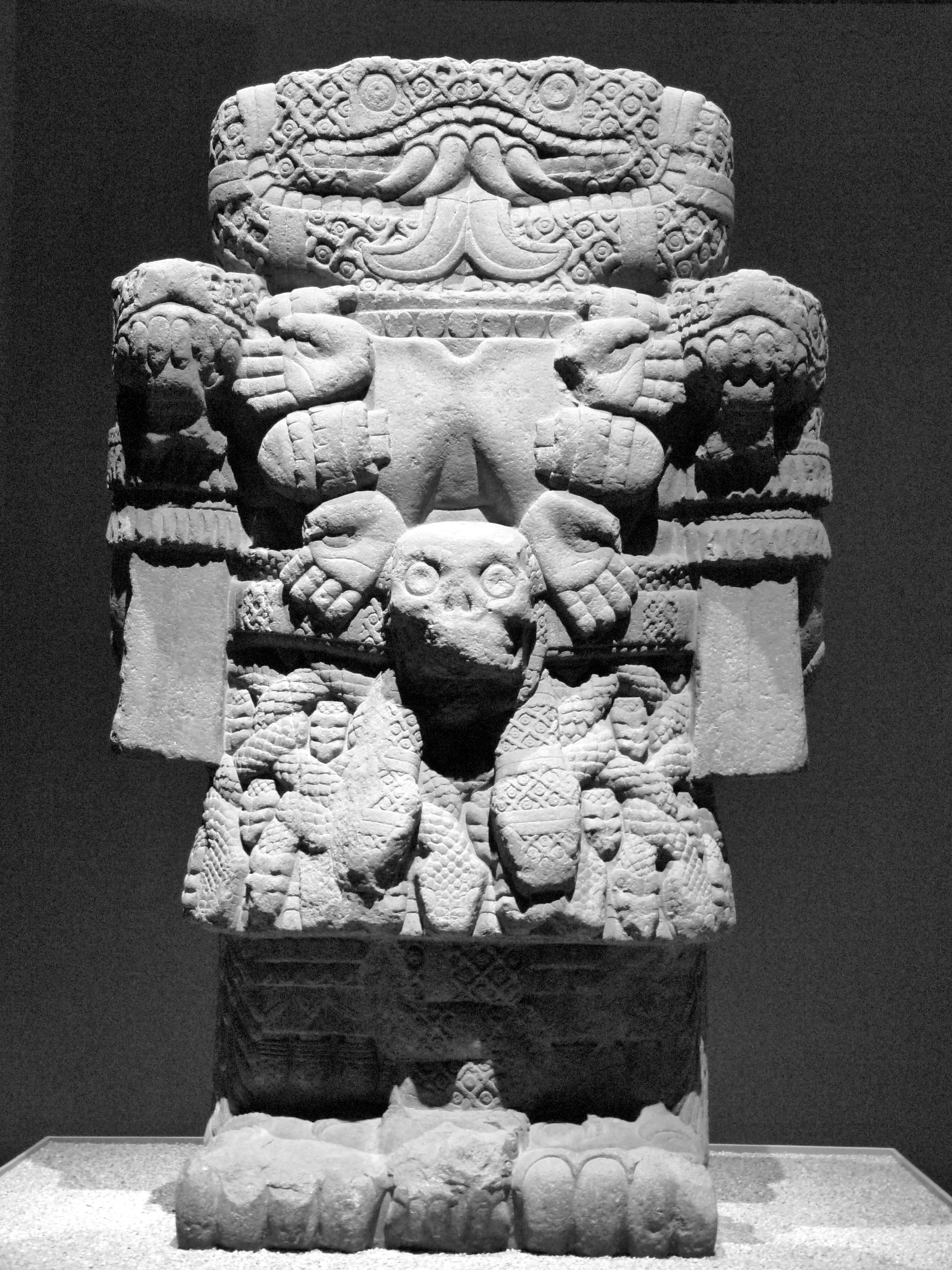
Monolithe de Coatlicue exposé dans la salle mexica du musée national d'anthropologie de Mexico.

Coatlicue est la déesse de la fertilité, de la terre dans la mythologie aztèque. Elle est aussi connue sous le nom Teteoinan (ou Teteo Inan), « mère des dieux », ayant donné naissance à la lune, aux étoiles et au dieu du soleil et de la guerre. Elle recevait aussi les noms de Toci (« notre grand-mère »), Tonantzin, et Cihuacóatl (« la dame aux serpents »), déesse des femmes mortes en couches.
En nahuatl, son nom signifie « Celle qui porte une jupe de serpents ». Ses épithètes sont « Déesse-Mère de la Terre qui a donné naissance à tous les astres », « Déesse du feu et de la fertilité », « Déesse de la vie, de la mort et de la renaissance » et « Mère des étoiles du sud ».

## Représentation
Ses représentations sont rares. La plus connue est une énorme sculpture monolithique de Coatlicue découverte par l'astronome Antonio de León y Gama en 1790 lors de travaux de restauration de la cathédrale de Mexico, près de l'endroit où fut extraite la pierre du Soleil. Après sa découverte, comme on lui faisait des offrandes, la statue fut à nouveau enterrée. On la déterra en 1823 pour en faire un moulage destiné à être exposé en Grande-Bretagne, puis on l'enterra à nouveau. William Bullock, l'Anglais qui avait pris l'initiative d'en faire un moulage, commente : 
« Et on me raconta plus tard que quelques indigènes s'introduisirent le soir en cachette pour déposer des couronnes de fleurs sur cette statue - une preuve que, en dépit des plus grands soins déployés par le clergé espagnol pendant 300 ans, il demeurait toujours un reste de croyance païenne parmi les descendants des autochtones. »
Deux autres statues du même type, mais en moins bon état, ont également été retrouvées à Mexico.
Elle est représentée comme une femme portant une jupe de serpents entortillés et un collier de cœurs humains, de mains et de crânes. Ses pieds et ses mains sont ornés de griffes (pour creuser les tombes) et ses seins pendent, flasques d'avoir beaucoup allaité. Si Coatlicue porte sur sa poitrine les mains, les cœurs et les têtes de ses enfants, c'est pour les y purifier[réf. nécessaire].

## Mythologie
Selon le Codex de Florence son époux était Mixcoatl, le serpent des nuages et le dieu de la chasse. Seule, elle a aussi donné le jour à Quetzalcóatl et Xolotl. Elle est la mère de Coyolxauhqui, des Centzon Huitznaua, et de Huitzilopochtli. Ce dernier naquit après qu'une boule de plumes fut tombée dans le temple qu'elle était en train de balayer et lui eut touché la poitrine. Cette conception mystérieuse offensa ses quatre cents fils (les Centzon Huitznaua), qui, poussés par Coyolxauhqui, décidèrent de tuer leur mère déshonorée.
C'est ce qu'ils firent, mais Huitzilopochtli sortit en armes du ventre de sa mère et tua ses frères et sœurs étoiles. Il coupa la tête de sa sœur Coyolxauhqui et la lança dans le ciel, où elle se transforma, donnant la lune.
Elle est connue comme Cuetlacihuatl, celui qui traitait les maladies secrètes des femmes[réf. nécessaire].

## Hommage
Coatlicue est une des 1 038 femmes représentées dans l'œuvre contemporaine The Dinner Party de Judy Chicago, aujourd'hui exposée au Brooklyn Museum. Cette œuvre se présente sous la forme d'une table triangulaire de 39 convives (13 par côté). Chaque convive étant une femme, figure historique ou mythique. Les noms des 999 autres femmes figurent sur le socle de l'œuvre. Le nom de Coatlicue figure sur le socle, elle y est associée à Kali, quatrième convive de l'aile I de la table.